# José Gutiérrez Mijares
José Gutiérrez Mijares (Luanco, Asturias, España, 16 de marzo de 1920-7 de febrero de 1989) fue un futbolista español que jugaba como delantero.

## Clubes
| Club                            | País   | Año       |
| ------------------------------- | ------ | --------- |
| Real Avilés C. F.               | España | 1939-1941 |
| Real Gijón                      | España | 1941-1944 |
| Real Valladolid Deportivo       | España | 1945-1945 |
| Real Avilés C. F.               | España | 1945      |
| R. C. Deportivo de La Coruña    | España | 1945-1946 |
| R. C. D. Mallorca               | España | 1946-1949 |
| U. D. Lérida                    | España | 1949-1950 |
| R. S. Gimnástica de Torrelavega | España | 1950-1951 |
| R. C. D. Mallorca               | España | 1951-1952 |